# Sententiae
«Sententiae» — український філософський журнал. Видається від 2000 року. Виходить двічі на рік. Журнал першопочатково був збіркою наукових праць Спілки дослідників модерної філософії (Паскалівського товариства), наразі публікує праці з будь-якої історико-філософської тематики. До редакційної ради входять українські та закордонні науковці.
У 2015 році Sententiae першим з українських філософських журналів став реферуватися у Scopus.